# کوانتا سرویسز
کوانتا سرویسز (انگلیسی: Quanta Services) شرکت ساخت‌وساز آمریکایی است، که در سال ۱۹۹۷ تأسیس شد.